# Electrophaes costaclausa
Electrophaes costaclausa är en fjärilsart som beskrevs av Barend J. Lempke 1950. Electrophaes costaclausa ingår i släktet Electrophaes och familjen mätare. Inga underarter finns listade i Catalogue of Life.